# Wereldkampioenschappen schaatsen afstanden 2008 - Ploegenachtervolging mannen
De wereldkampioenschappen schaatsen afstanden 2008 - Ploegenachtervolging mannen werd gehouden op zondag 9 maart 2008 op de M-Wave in Nagano, Japan.

## Statistieken

### Uitslag
| #      | Land      | Schaatssters                                             | Tijd      |
| ------ | --------- | -------------------------------------------------------- | --------- |
| Goud   | Nederland | Sven Kramer Wouter Olde Heuvel Erben Wennemars           | 3.41,69   |
| Zilver | Italië    | Matteo Anesi Enrico Fabris Luca Stefani                  | 3.46,76   |
| Brons  | Duitsland | Jörg Dallmann Stefan Heythausen Marco Weber              | 3.47,71   |
| 4      | Canada    | Arne Dankers Steven Elm Denny Morrison                   | 3.47,77   |
| 5      | Japan     | Shigeyuki Dejima Hiroki Hirako Teruhiro Sugimori         | 3.48,54   |
| 6      | Noorwegen | Henrik Christiansen Mikael Flygind-Larsen Sverre Haugli  | 3.48,61   |
| 7      | Rusland   | Aleksej Joenin Jevgeni Lalenkov Ivan Skobrev             | 3.48,93   |
| 8      | Polen     | Sebastian Druszkiewicz Robert Kustra Konrad Niedźwiedzki | 4.19,52 * |

(* wegens valpartij)

### Loting
| Rit |           |           |
| --- | --------- | --------- |
| 1   | Japan     | Polen     |
| 2   | Duitsland | Italië    |
| 3   | Nederland | Noorwegen |
| 4   | Canada    | Rusland   |

2005 · 
2007 · 
2008 · 
2009 · 
2011 · 
2012 · 
2013 · 
2015 · 
2016 · 
2017 · 
2019 · 
2020 ·
2021 ·
2023 ·
2024 ·
2025